# Awadhi
L'awadhi (अवधी), també conegut com a abadhi, abadi, abohi, ambodhi o avadhi, és una llengua del grup indoiraní, de la família indoeuropea, parlada al nord de l'Índia, i també a Bihar, Madhya Pradesh, Delhi, Nepal i Maurici. Parlada per aproximadament 38 milions de persones, principalment a la regió Awadh (अवध) d'Uttar Pradesh, està estretament relacionat amb l'hindi i és considerat per molts com un dialecte oriental de l'hindi.
Awadhi sol escriure's amb l'alfabet Devanagari, o amb l'alfabet Kaithi, o amb una barreja de tots dos. Va aparèixer per primera vegada en forma escrita, durant el segle xii, a l'obra de Damodara Pandita. Malik Mohammad Jayasi i Goswami Tulsidas van escriure Padmavat i Ramcharitmanas, respectivament.